# Luca Signorelli
Luca Signorelli, pseudonimo di Luca d'Egidio di Ventura (Cortona, 1441-1445 circa – Cortona, 16 ottobre 1523), è stato un pittore italiano, considerato tra i maggiori interpreti della pittura rinascimentale.

## Biografia

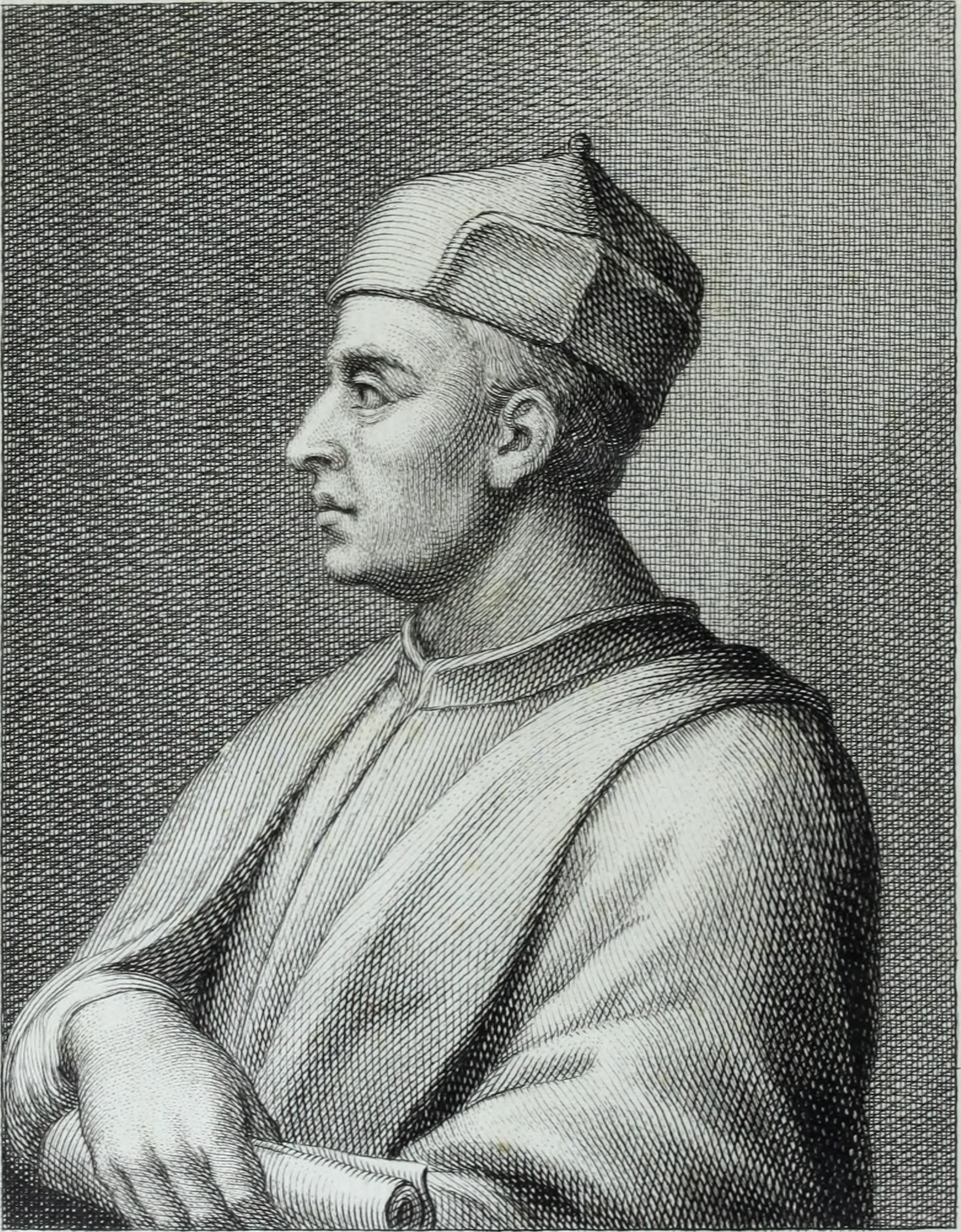
Presunto ritratto di Luca Signorelli, da Serie degli uomini. I più illustri nella pittura, scultura, e architettura, tomo III (1769). Si tratta in effetti di una stampa tratta dal ritratto di Vitellozzo Vitelli, eseguito da Signorelli.

(Giorgio Vasari, Le vite de' più eccellenti pittori, scultori e architettori (1568), Vita di Luca Signorelli da Cortona pittore)

### Formazione

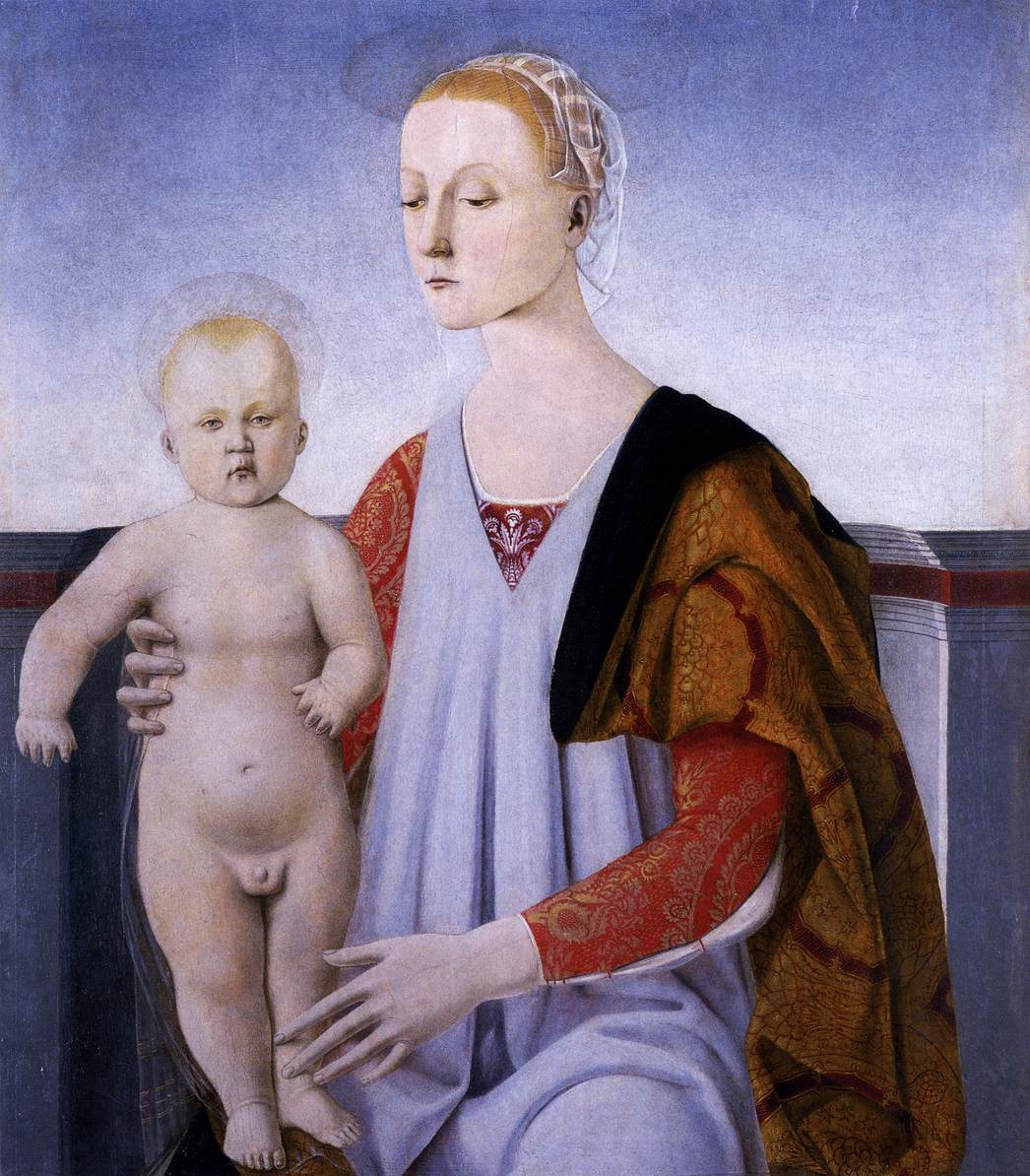
Scuola di Piero della Francesca (Luca Signorelli?), Madonna Cini, Fondazione Giorgio Cini, Venezia

Luca Signorelli studiò ad Arezzo presso la bottega di Piero della Francesca, come testimoniano Luca Pacioli (nel 1494) e, più tardi, Giorgio Vasari. Gli esordi dell'artista sotto il segno del maestro di Sansepolcro sono ancora incerti, per l'esiguità di resti certi e le difficoltà attributive di opere che non presentano i caratteri della sua produzione matura. Berenson tentò di riferirgli tre tavole di Madonna col Bambino della scuola di Piero della Francesca, oggi al Museum of Fine Arts di Boston, all'Ashmolean Museum di Oxford e alla Fondazione Giorgio Cini di Venezia.
Intorno al 1470 si sposò con Gallizia di Piero Carnesecchi ed ebbe da lei quattro figli: Antonio, Felicia, Tommaso e Gabriella.
Le descrizioni vasariane delle prime opere dipinte attorno al 1472 sembrano comunque confermare l'ascendenza delle ultime opere di Piero, come il Polittico di Sant'Agostino: ad esempio si cita un San Michele "che pesa le anime", descritto come mirabile "nello splendore delle armi, nelle riverberazioni".
Un primo lavoro documentato, benché la fonte sia solo locale e priva di ulteriori riscontri, è la Madonna con santi affrescata a Città di Castello nel 1474, della quale restano solo pochi frammenti staccati, tra cui un San Paolo, oggi nella Pinacoteca comunale della città umbra. Per quanto siano difficili da valutare, i tratti del volto del santo hanno portato recentemente lo studioso Tom Henry a confermare la tesi di Berenson e a rafforzare l'attribuzione al pittore cortonese.
Il 6 settembre 1479 Signorelli venne eletto nel Consiglio dei Diciotto, e da allora ricoprì numerosi incarichi pubblici in Cortona.

### Nelle Marche

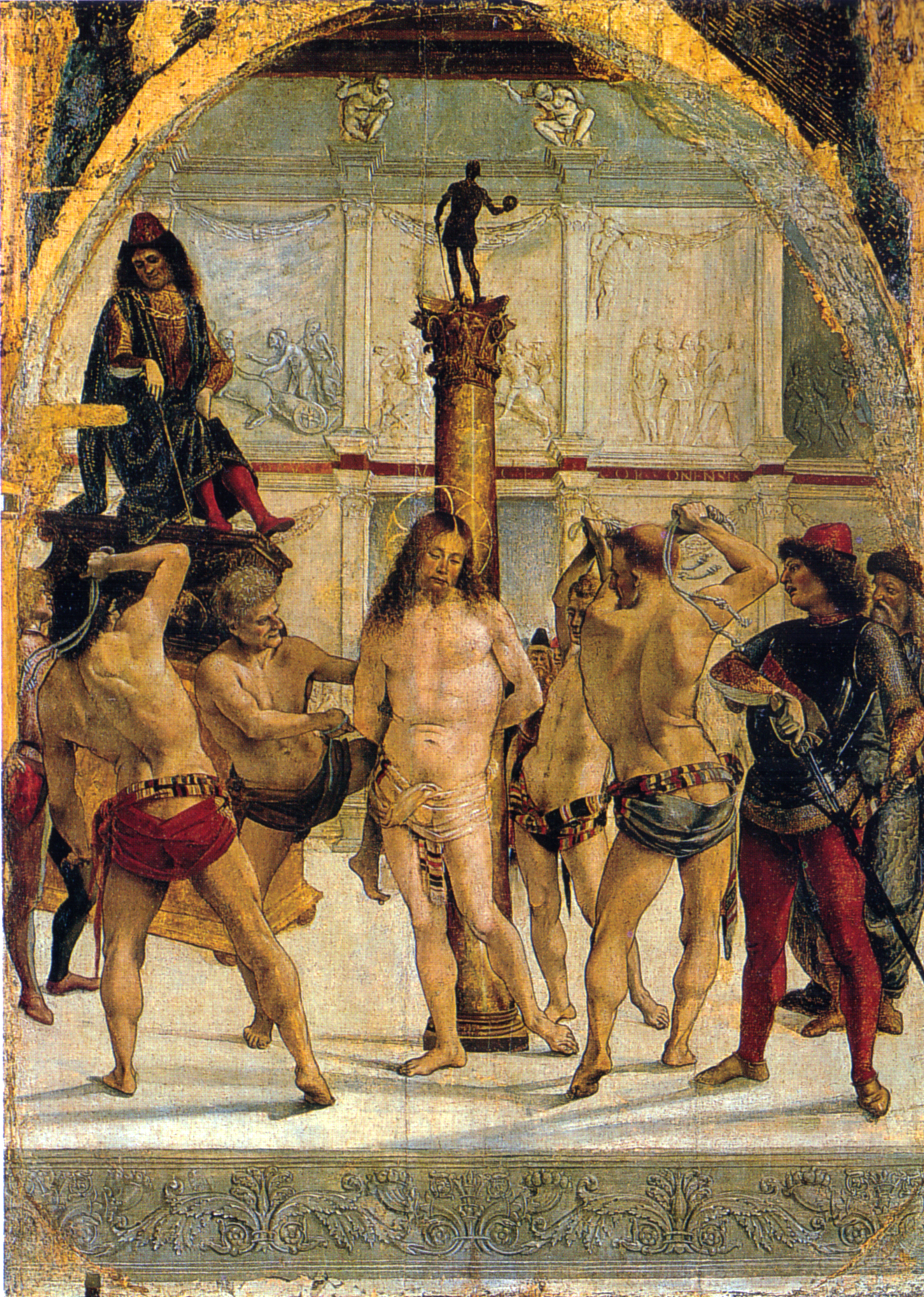
Flagellazione, Pinacoteca di Brera, Milano

Le prime opere certe di Signorelli mostrano già una capacità maturata, pienamente consapevole dei propri mezzi espressivi, che già hanno superato la lezione di Piero, assimilandola e rielaborandola in qualcosa di nuovo. È il caso dello stendardo della Flagellazione, opera firmata ma non datata, collocabile alla fine degli anni settanta: si tratta di un esplicito omaggio alla Flagellazione di Cristo di Piero della Francesca e alla cultura prospettica urbinate. Vi si colgono infatti suggestioni di Francesco di Giorgio e anche di Giusto di Gand, con il Pilato che allude nella posa ad alcuni degli Uomini illustri dello studiolo di Federico da Montefeltro. Lo stendardo, dipinto per una confraternita di Fabriano, dimostra inoltre la presenza di Luca nella città marchigiana, non lontana da Urbino che all'epoca era uno dei laboratori artistici più raffinati della penisola: da questa esperienza l'artista dovette trarre l'esempio per quella spregiudicatezza inventiva e teatralità che caratterizzano la sua migliore produzione.
Tra il 1477 e il 1480 Signorelli si recò a Loreto, dove decorò la Sagrestia della Cura nel Santuario della Santa Casa. La volta, divisa a otto spicchi con Evangelisti e Dottori della Chiesa sormontati da angeli, è piuttosto convenzionale, mentre più originali sono le pareti, decorate da coppie di apostoli a tutta figura e dagli episodi dell'Incredulità di san Tommaso e della Conversione di san Paolo. Quest'ultima in particolare mostra una notevole enfasi drammatica e una certa teatralità nella folgorante apparizione luminosa divina, che sorprende Paolo disteso tra i suoi compagni abbagliati e in fuga. Scarpellini parlò di "palcoscenico girevole" su cui si alternano le monumentali figure apostoliche.

### La Cappella Sistina

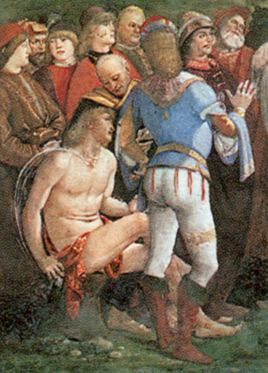
Testamento e morte di Mosè (dettaglio), Cappella Sistina

Poco più che trentenne, Signorelli venne coinvolto nell'impresa della decorazione della Cappella Sistina a Roma, dove si recò prima come aiuto del Perugino e poi come titolare dopo la partenza del pittore umbro. A lui vengono riferite le scene della Disputa sul corpo di Mosè, completamente ridipinta nel 1574, e del Testamento e morte di Mosè. In quest'ultima scena permangono alcuni dubbi attributivi: se è innegabile la presenza di Signorelli in alcuni personaggi dall'energetica resa anatomica e dal calibrato patetismo nelle espressioni, d'altra parte la sottigliezza luminosa rimanda a un altro allievo di Piero della Francesca, il toscano Bartolomeo della Gatta, al quale è riferibile la maggior parte della stesura pittorica con l'eccezione, almeno, dell'"ignudo" al centro, dei due uomini di spalle e dell'uomo con il bastone appoggiato al trono di Mosé.

### La piena maturità
Dopo l'esperienza romana, a contatto con le ultimissime novità fiorentine e umbre, e dopo il soggiorno marchigiano in cui aveva assimilato le avanguardie urbinati, Signorelli si trovò aggiornatissimo sulle più recenti tendenze dell'arte italiana nello scorcio dell'ultimo quarto del secolo. Le esperienze accumulate sono messe a frutto in opere come la Pala di Sant'Onofrio per il Duomo di Perugia (1484), che appare come un catalogo di citazioni stilistiche: Ercole de' Roberti e i ferraresi nell'impostazione generale, Donatello e Filippo Lippi nella fisionomia del san Lorenzo, Perugino nel gesto patetico di san Giovanni, Botticelli nell'angelo, Hugo van der Goes e i fiamminghi nella natura morta rappresentata dal vaso di fiori in primo piano. Né manca un vivo ricordo di Piero della Francesca, nell'imponenza della Vergine e nel tipo del sant'Agostino, che ricorda da vicino una tavola del maestro oggi a Lisbona.
Molto vicina stilisticamente è la tavoletta con la Natività del Battista del Louvre, con effetti luminosi che richiamano il Lippi e un'intonazione domestica ripresa dalla predella della Pala di Perugia di Piero.
Sottigliezze luminose di alta qualità si riscontrano ancora nella Sacra Famiglia Rospigliosi, mentre la Circoncisione (1490 circa), dipinta per Volterra, mostra un impianto teatrale che sembra una citazione dell'impianto prospettico della Pala di Brera.

### A Firenze

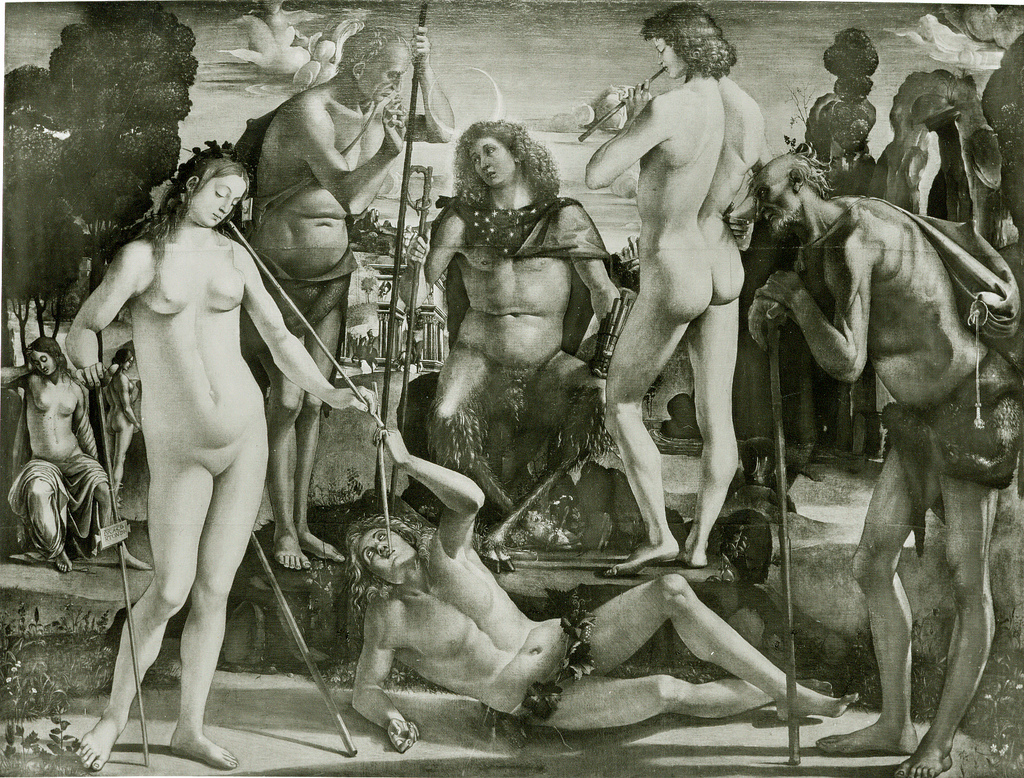
Educazione di Pan (1490 circa), distrutto

Verso il 1490 Signorelli si trovava a Firenze, dove entrò in contatto con la cerchia dell'Accademia neoplatonica . La sua celebre tavola con l'Educazione di Pan, già nel Kaiser-Friedrich-Museum a Berlino distrutta durante i raid aerei del 1945, fu dipinta per il cugino del Magnifico, Lorenzo di Pierfrancesco come risulta dagli inventari del palazzo a villa di Castello compilati dopo la sua morte e non come riportò erroneamente Vasari a "Lorenzo il vecchio"cioè suo cugino. Si tratta di una sorta di "sacra conversazione" pagana, che adombra vari significati allegorici: Pan, divinità portatrice di pace e armonia campestre, incarnava, secondo i poeti di corte, la stessa famiglia Medici, mentre gli altri personaggi alludono a vari temi filosofici: gli anziani come ricordo della saggezza derivata dall'esperienza e dalla meditazione, la fanciulla simbolo di bellezza e perfezione, e i musici rappresentanti le armonie naturali trasformate in armonie musicali grazie all'attività della mente.
Un'altra tavola di quell'epoca è la Madonna col Bambino tra ignudi, oggi agli Uffizi, con la Madonna seduta su un prato dominato sullo sfondo da figure atletiche, ispirate agli Adamiti nella lunetta della Morte di Adamo di Piero ad Arezzo, rappresentanti probabili virtù ascetiche. Secondo Vasari la tavola apparteneva al coltissimo Lorenzo di Pierfrancesco de' Medici, il committente anche della Primavera e forse della Nascita di Venere di Botticelli: la tavola, adattandosi a una committenza molto esigente, rappresenta, con le citazioni fiamminghe e leonardesche, il vertice della sottigliezza espressiva e della qualità pittorica di Signorelli.
Nel 1491 Signorelli doveva trovarsi nella medicea Volterra, dove lasciò una maestosa Annunciazione, opera firmata e datata che ricorda la fiammante estrosità di Filippino Lippi, la Vergine in trono e santi, di minore efficacia espressiva ma ancora testimoniante l'assimilazione di diversi spunti, come l'arte veneta e quella del Ghirlandaio.

### Via da Firenze

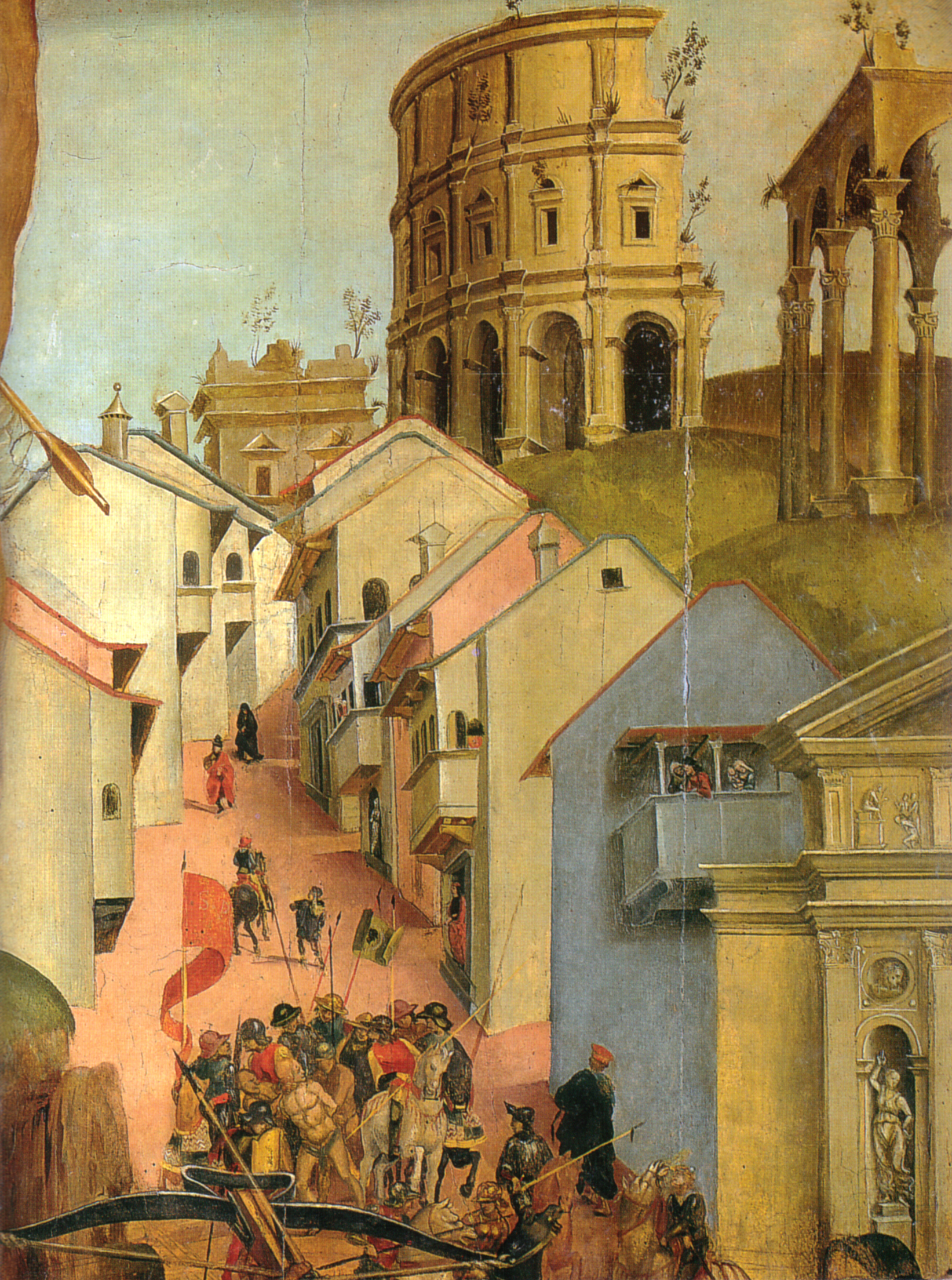
Martirio di san Sebastiano (1498), dettaglio

Con la morte del Magnifico (1492) e la cacciata di Piero de' Medici (1494) Signorelli, fortemente legato alla committenza del partito mediceo, lasciò la città, dedicandosi, senza interruzioni, a numerose commissioni in provincia: in Umbria (soprattutto a Città di Castello), nelle Marche (dove lavorò di nuovo a Loreto in un ciclo di Profeti nella navata centrale ampiamente ridipinto) e nel contado senese, dove attese a una parte del vasto ciclo nel Chiostro Maggiore di Monte Oliveto Maggiore.
È in questo periodo che Signorelli divenne anche imprenditore, mettendo su un'efficiente bottega che in Italia era seconda solo a quella di Perugino. Dagli anni novanta Signorelli ottenne, a cadenza quasi annuale, importanti commissioni in svariate località, puntualmente soddisfatte. Le opere di questo periodo mostrano però una brusca virata verso toni più patetici e popolari, per la maggior presenza di aiuti, ma anche per venire probabilmente incontro alle differenti esigenze della committenza provinciale.

### Città di Castello
A Urbino, nel 1494, dipinse un gonfalone per la confraternita dello Spirito Santo, ancora opera colta e raffinata adatta all'ambiente artistico locale. Ma è a Città di Castello che il pittore, divenutone cittadino onorario nel 1488, opera e risiede stabilmente negli ultimi anni del Quattrocento. Per il centro altotiberino licenziò opere come l'Adorazione dei Magi, oggi al Louvre e l'Adorazione dei pastori, alla National Gallery di Londra, in cui domina un approccio più sbrigativo, in parte eseguito dalla bottega, ma reso accattivante da citazioni disinvolte di Perugino, dei fiamminghi, dei fratelli del Pollaiolo (Antonio e Piero).
Di grande ispirazione e spessore appare invece il Martirio di san Sebastiano (1498), di analogo soggetto rispetto al Martirio di san Sebastiano di Piero del Pollaiolo: accentuata è l'energia scaturita dalle muscolature, dalle ombre dense, dalle espressioni cupe dei carnefici e dall'esaltazione delle armi; notevole è il paesaggio con rovine e una strada di un borgo rappresentata minuziosamente. Nella città umbra Signorelli dipinse anche una serie di ritratti dei Vitelli, signori locali che permisero al pittore la più libera manovra, fino al passaggio di consegne a favore del giovane Raffaello, sul finire del secolo. Questo fu un momento determinante per la formazione di Raffaello, che fu molto influenzato dallo stile dinamico e teatrale di Signorelli, ampliando la sua visuale rispetto alla pittura più pacata del Perugino.

### Tondi e Madonne
Uno dei soggetti più frequenti di quegli anni sono i tondi con Madonne col Bambino o Sacre Famiglie. Realizzati con una partecipazione più o meno consistente della bottega, i migliori sono la Madonna col Bambino tra i santi Girolamo e Bernardo della Galleria Corsini di Firenze (che ha una replica autografa al Museo Bandini di Fiesole), la Madonna col Bambino dell'Alte Pinakothek di Monaco (in cui si trova una citazione archeologica dello Spinario), la Sacra Famiglia con una santa della Galleria Palatina a Firenze e la Sacra Famiglia di Parte Guelfa degli Uffizi.
Quest'ultima, in particolare, è tra quelle di migliore qualità esecutiva, nonché una delle migliori riflessioni dell'autore sul tema, tipicamente fiorentino, delle anatomie variamente atteggiate che vengono organizzate in un cerchio. Le figure, in questo caso, appaiono sbalzate con forza come scultura, ed è innegabile che questa esibizione energetica abbia incuriosito il giovane Michelangelo, costituendo l'opera più vicina alle novità del Tondo Doni.

### Il ciclo di Monte Oliveto Maggiore

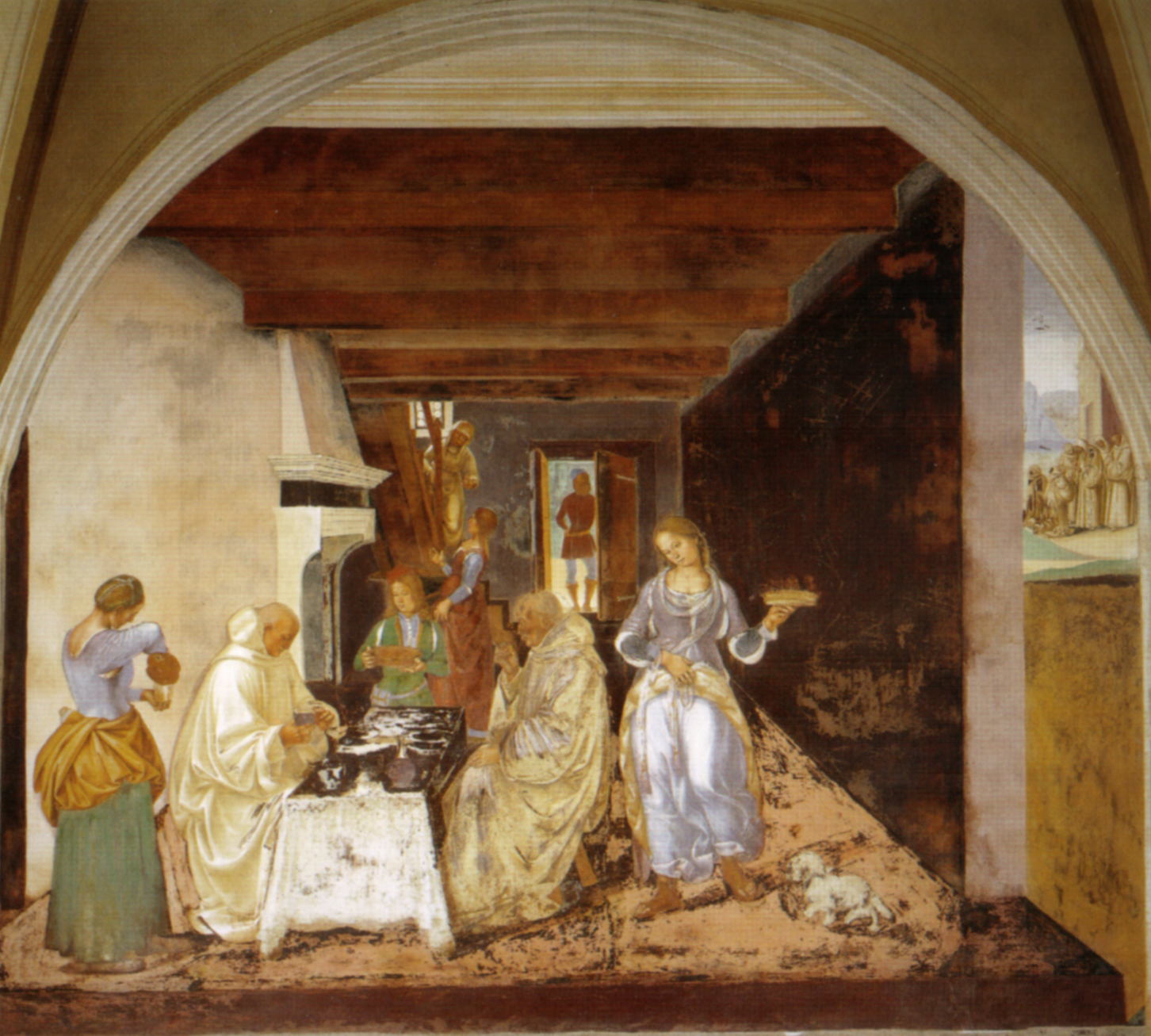
San Benedetto rimprovera due monaci che hanno violato la Regola, Storie di san Benedetto di Monte Oliveto Maggiore (1497-1498)

Nel 1497 venne chiamato ad affrescare il Chiostro Grande dell'abbazia di Monte Oliveto Maggiore, presso Asciano, dall'abate e generale degli Olivetani fra Domenico Airoldi. Il tema erano le Storie di san Benedetto. Signorelli fece in tempo a dipingere, con ampio ricorso ad aiuti, il lato nord con otto lunette, prima di lasciare l'incarico per dedicarsi alla più importante commissione di Orvieto. L'opera venne completata a partire dal 1505 dal Sodoma.
Un recente restauro dell'Opificio delle Pietre Dure ha ripristinato la biacca ossidata, dimostrando come la tonalità scura degli affreschi fosse dovuta allo stato conservativo e non alla volontà degli artisti coinvolti. Si sono così riscoperte scene più serene e meno drammatiche rispetto a quello che si era abituati a vedere.
Tra le numerose scene, spesso affollate, con un gusto teatrale, altre volte più intime e raccolte, solo due paiono essere interamente autografe del Signorelli: San Benedetto rimprovera due monaci che avevano violato la Regola mangiando in una locanda e San Benedetto incontra re Totila e gli dà il benvenuto.
La prima in particolare mostra con una viva descrizione della realtà quotidiana, l'interno di una locanda dove due affaccendate e attraenti inservienti stanno servendo un illecito pasto a due monaci visibilmente soddisfatti; altri personaggi arricchiscono la scena presi nelle loro attività domestiche (le donne sulle scale o il ragazzo che avanza concentrato per non versare il contenuto del recipiente) oppure mentre oziano, come il giovane di spalle, in una posizione tipicamente signorelliana, che si vede in controluce nella porta sullo sfondo.
Interessante è anche la scena dell'Evangelizzazione degli abitanti di Montecassino, in cui a destra si vede un gruppo di monaci che sta calando un idolo dorato da sotto un tempio-loggia, che ricorda la nitidezza delle prospettive pierfrancescane.

### La Cappella di San Brizio nel Duomo di Orvieto

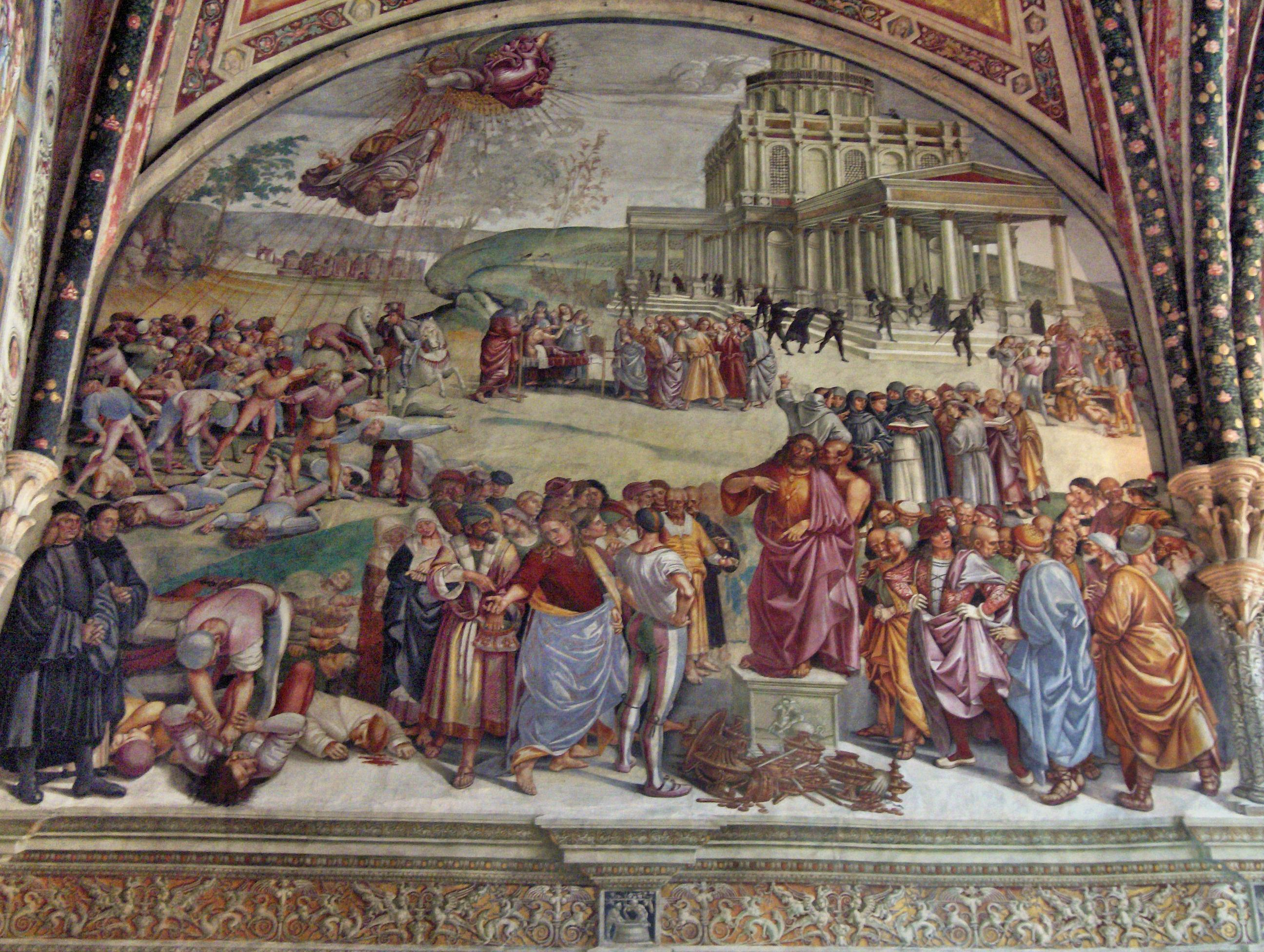
Predica e fatti dell'Anticristo (1499-1502), Cappella di San Brizio, Duomo di Orvieto

Così ne scrive Giorgio Vasari in Le vite de' più eccellenti pittori, scultori e architettori (1568): Nella Madonna d’Orvieto, chiesa principale, finì di sua mano la cappella, che già vi aveva cominciato fra’ Giovanni da Fiesole; nella quale fece tutte le storie della fine del mondo con bizzarra e capriciosa invenzione: Angeli, demoni, rovine, terremuoti, fuochi, miracoli d’anticristo, e molte altre cose simili; oltre ciò, ignudi, scorti e molte belle figure, immaginandosi il terrore che sarà in quello estremo e tremendo giorno. Per lo che destò l’animo a tutti quelli che sono stati dopo lui, onde hanno poi trovato agevoli le difficultà di quella maniera. Onde io non mi maraviglio se l’opere di Luca furono da Michelagnolo sempre sommamente lodate, né se in alcune cose del suo divino Giudizio, che fece nella cappella, furono da lui gentilmente tolte in parte dall’invenzioni di Luca, come sono Angeli, demoni, l’ordine de’ cieli et altre cose, nelle quali esso Michelagnolo immitò l’andar di Luca, come può vedere ognuno. Ritrasse Luca nella sopra detta opera molti amici suoi e se stesso: Niccolò, Paulo e Vitellozzo Vitelli, Giovan Paulo et Orazio Baglioni et altri, che non si sanno i nomi. ... Chiamato poi dal detto papa Sisto a lavorare nella cappella del palazzo, a concorrenza di tanti pittori, dipinse in quella due storie, che fra tante, son tenute le migliori: l’una è il testamento di Mosè al popolo ebreo nell’avere veduto la terra di promessione; e l’altra la morte sua.
Il 5 aprile 1499 Signorelli firmò il contratto per il completamento della decorazione delle volte della Cappella Nova (poi detta di San Brizio) nel Duomo di Orvieto, avviate da Beato Angelico e i suoi aiutanti (tra cui Benozzo Gozzoli) nell'estate del 1447. La scelta degli Operai dei Duomo sul cortonese venne dettata da ragioni di natura economica (il prezzo da lui proposto era più discreto di quello che Perugino aveva a lungo chiesto, senza trovare accordo) e per la sua fama di pittore efficiente e rapido. Infatti appena un anno dopo, il 23 aprile 1500, il lavoro alle volte era terminato e veniva stipulato un nuovo contratto per le pareti.
Con l'apporto di alcuni teologi venne scelto il tema delle Storie degli ultimi giorni, un "unicum" nell'arte monumentale italiana fino a quel tempo. Signorelli e la sua équipe attesero all'impresa in pochissimi anni, completando il tutto nel 1502, sebbene i pagamenti si protraessero successivamente fino al 1504. La scelta del tema si addiceva particolarmente bene al clima che si respirava all'epoca, alle soglie di un nuovo secolo e della metà del millennio, in una situazione politica di guerre e incertezza che alimentavano più che mai le teorie millenaristiche. In una delle scene più celebri, la Predica e fatti dell'Anticristo, Signorelli, con grande inventiva e spirito teatrale, mostrò il finto-Gesù che, sebbene somigliante e capace di compiere miracoli, arringa la folla con il demonio che gli suggerisce le parole all'orecchio e muove le sue braccia come un pupazzo, mentre tutt'intorno a lui l'umanità degenerata si abbandona ad ogni sorta di crimine: massacri, esecuzioni sommarie, prostituzione, furti.
Molti vi hanno colto un riferimento agli avvenimenti contemporanei fiorentini, con Savonarola, il "falso profeta", che seduce la folla prima di venire smascherato e condannato al rogo: Orvieto dopotutto, da città papalista, non poteva che schierarsi con la decisione del papa Alessandro VI e lo stesso Signorelli, già protetto dai Medici, doveva considerarsi un esule politico dopo la cacciata di Piero de' Medici spronata dal frate ferrarese. Nella scena Signorelli si auto-ritrasse a lato, in piedi con lo sguardo fiero, "come un regista compiaciuto per la riuscita del suo spettacolo e si presenta alla platea per ricevere l'applauso".

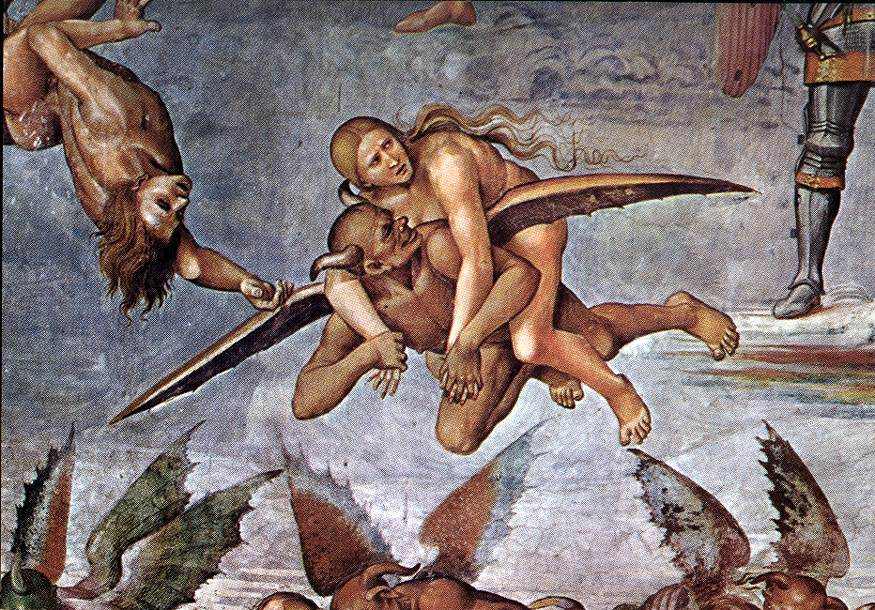
Dannati all'inferno (1499-1502), dettaglio, Cappella di San Brizio, Duomo di Orvieto

Le scene della venuta del Giudizio, la Resurrezione dei corpi, la schiera dei Dannati, brillano per la potenza inventiva e la vena visionaria di Signorelli, che, come un grande illustratore, accese la propria fantasia per creare scene dalla forte carica emotiva, in grado di coinvolgere lo spettatore sotto più punti di vista: non solo di partecipazione religiosa, ma con un certo voyeurismo verso il grottesco, le allusioni erotiche, o i veri e propri scherzi, come l'autoritratto in forma di demone del pittore che brandisce una formosa fanciulla, probabile vendetta "privata" verso una donna con cui aveva avuto a che fare.
Nonostante alcuni sbalzi qualitativi, dovuti a una razionalizzazione degli sforzi in vista del rispetto dei termini contrattuali (soprattutto nei brani più lontani all'occhio dello spettatore), il complesso riveste un grande interesse anche negli apparati decorativi, come la fascia inferiore, con ritratti di poeti che cantarono il mondo dell'Oltretomba, illustrazioni a grisailles e grottesche. Anche in queste partiture, in larga parte della bottega, non mancano invenzioni affascinanti ed espressive, evitando l'uso di un repertorio ripetitivo e dando sfoggio di fantasia, che arriva a risultati di una scioltezza e piacevolezza ammirevoli, paragonabili solo alle contemporanee grisailles di Filippino Lippi nella Cappella di Filippo Strozzi a Firenze. Persino le candelabre antropomorfe che animano le paraste sono popolate da corpi nudi variamente atteggiati, in composizioni violente che attraversano "come in una scarica elettrica certi intrecci vegetali o certi bizzarri assembramenti di tritoni e naiadi".

### Il Compianto

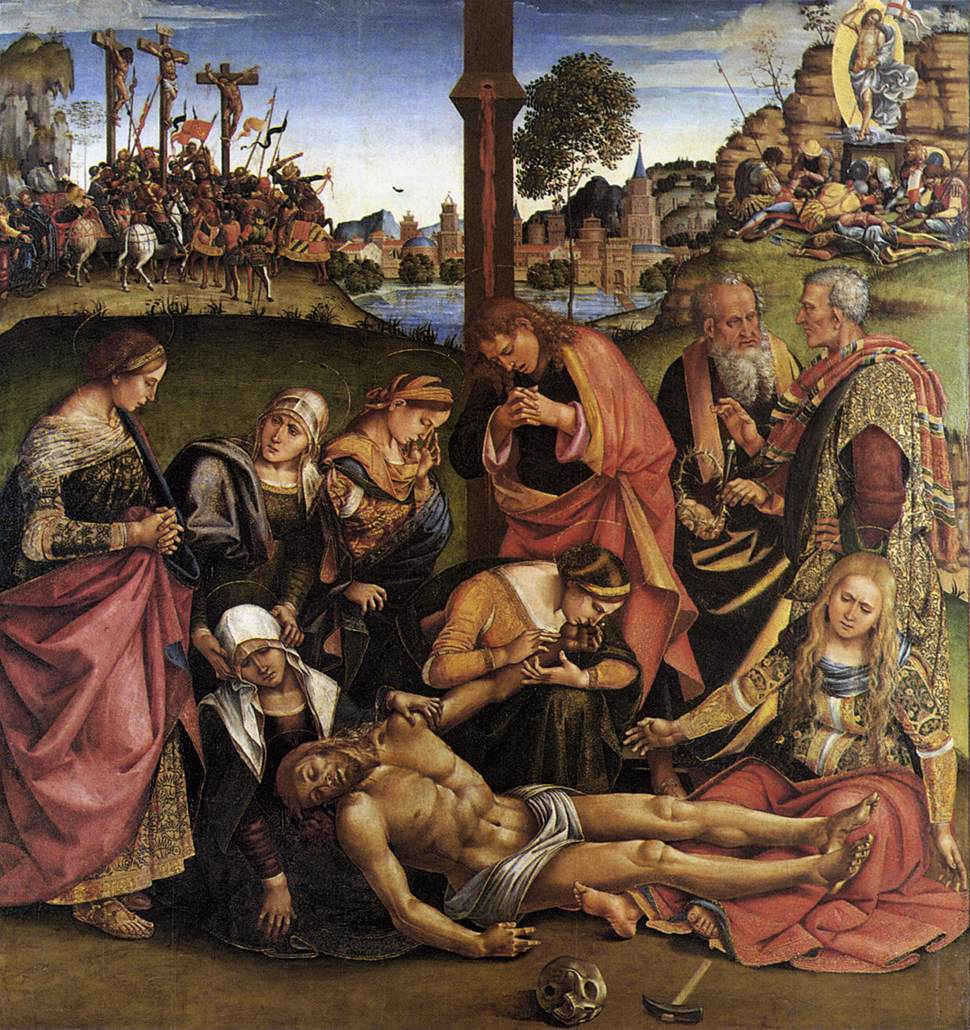
Compianto sul Cristo morto (1502)

Nel 1502, stando al racconto del Vasari, Signorelli perse il figlio Antonio nel fiore degli anni per via della peste che infuriava a Cortona. Per quanto sconvolto della perdita, il pittore si sarebbe recato a vedere il corpo e, chiedendo di spogliarlo, lo ritrasse "con grandissima constanza d'animo, senza piangere o gettar lacrima [...], per vedere sempre che volesse, mediante l'opera delle sue mani quella che la natura gli aveva dato e tolto la nimica fortuna". L'episodio si adatta bene alla nobilitazione che Vasari spesso riservava alle vite degli artisti, tanto più trattandosi del pittore che, nel suo disegno letterario, era destinato a prefigurare la vicenda del "divino" Michelangelo.
Alcuni hanno voluto vedere nel Compianto sul Cristo morto di Cortona e nella sua replica autografa di lì a poco nella Cappellina dei Corpi Santi sempre nel Duomo di Orvieto il ritratto del figlio morto nella figura del Cristo morto.

### L'involuzione
Verso i cinquant'anni Signorelli era nel pieno delle forze e godeva del picco di celebrità grazie al successo professionale degli affreschi orvietani. Egli era perfettamente inserito nella società dell'epoca, rivestendo a lungo importanti ruoli nell'amministrazione politica di Cortona e tessendo proficui rapporti di amichevole confidenza con alcuni importanti personaggi, come i Vitelli di Città di Castello, i Piccolomini di Siena, Pandolfo Petrucci, del quale decorò il palazzo senese con Pinturicchio. Amico di artisti quali Bramante e Perugino, tenne nel 1509 a battesimo il figlio del Pinturicchio. Con Michelangelo doveva pure essere in stretti rapporti, se nel 1513 il Buonarroti tentò di riavere da lui un prestito, che gli valse una denuncia al Capitano di Cortona e una controversia legale della quale però non si conoscono gli esiti: se l'episodio non getta buona luce sulla condotta di Signorelli, testimonia però una frequentazione non occasionale tra i due. Dai documenti pare dunque confermarsi il ritratto che Vasari fece di lui nelle Vite, quale uomo brillante, piacevole, estroverso, pieno di amici e amante del "vestir bene" e della vita agiata.

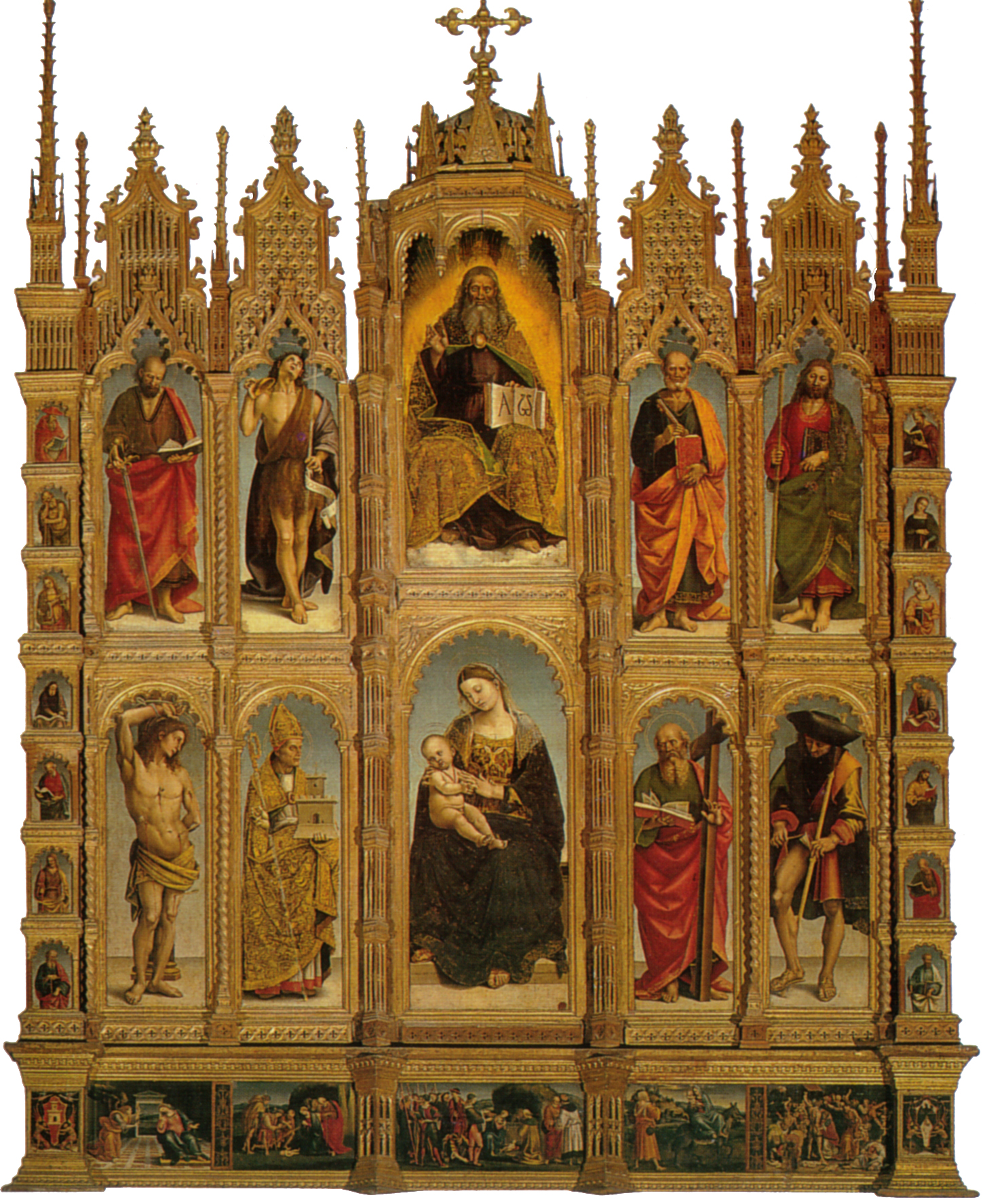
Il Polittico di Arcevia (1507)

Sicuramente non era una personalità provinciale, ma anzi era perfettamente al corrente, tramite i numerosi contatti, degli sviluppi dell'arte a cavallo tra i due secoli, e la ricchezza di spunti presenti nella sua pittura ne è testimonianza. Ciò rende ancora più arduo giustificare l'indubbia involuzione che ebbe la produzione dell'artista dopo Orvieto, nell'ultima parte della sua carriera.
Probabilmente si trattò di una crisi, comune a diversi maestri quattrocenteschi, innescata dalla difficoltà a rinnovarsi fronteggiando i nuovi e velocissimi traguardi artistici battuti in quello scorcio di secolo da geni della pittura come Leonardo, Michelangelo, Raffaello, Giorgione e Tiziano. Come Perugino, Botticelli, Carpaccio o, per certi aspetti, Mantegna, Signorelli faticò a trovare risposte di proporzionata efficacia, ritirandosi in provincia dove, se evitò la stucchevole ripetizione del suo vecchio repertorio, finì per perdersi in incertezze stilistiche, eclettismi confusi e concitazioni ingiustificate delle sue ultime opere. Tuttavia questo processo va visto anche alla luce di una sempre maggiore partecipazione della bottega alla produzione pittorica, in cui andavano maturando le figure del nipote Francesco e di artisti quali Antonio di Donnino del Mazziere, nessuno dei quali raggiunse mai il suo livello. Inoltre la semplificazione della stesura pittorica, con le figure talvolta tendenti ad assomigliare a oggetti di geometria solida, sembra preannunciare quella crisi della "bella maniera" che avrà il massimo esponente nel Rosso Fiorentino, che ben conosceva la zona tra Toscana e Umbria, essendosi rifugiato anche a Città di Castello.
Nella produzione tarda di Luca Signorelli non è che manchino opere degne di grande ammirazione (tra cui il Crocifisso con la Maddalena, del 1502-1505 circa, agli Uffizi o lo Stendardo della Crocifissione, del 1502-1505 circa, di Sansepolcro), ma il senso generale è quello di un ripiegamento verso stilemi arcaizzanti e ripetitivi, come nel grandioso Polittico di Arcevia (1507), di sapore però gotico e piatto. Per la stessa località dipinse una Vergine e santi (oggi nei depositi della Pinacoteca di Brera) e un Battesimo di Cristo (1508) per la fraternità del Crocifisso, oggi in San Medardo. Nel 1508 avrebbe dipinto anche a titolo gratuito una Crocifissione e un quadro con San Medardo di cui però non resta traccia.
Perdute o incerte sono le opere dipinte per Pandolfo Petrucci a Siena, come il Giudizio di Salomone per il pavimento del Duomo (1506, non realizzato) o gli affreschi per il salone del Palazzo del Magnifico, di cui resta solo Amore sconfitto con trionfo di Castità nella National Gallery di Londra (1509). Nel 1507 tornò a Roma con Pinturicchio e Perugino per attendere alcuni lavori per il papa Giulio II nelle stanze del Palazzo Apostolico.
Tornano le sue doti di valido illustratore nella Comunione degli Apostoli (1512) per Cortona, soprattutto nell'espressione bieca e furtiva di Giuda che si volta, con un gesto teatrale, verso lo spettatore mentre incassa nella scarsella i denari del tradimento di Gesù.
Ispirati a suggestioni arcaiche della sua giovinezza sono i rovinatissimi affreschi dell'oratorio di San Crescentino a Morra, nel comune di Città di Castello (1507-1510), che riecheggiano suggestioni pierfrancescane. Nel 1516 dipinse una pala a Umbertide, la cui predella cita le Storie della Vera Croce di Piero ad Arezzo.
Tornato a Cortona, attese a un Compianto tra angeli e santi per l'oratorio di San Niccolò, di forte caratterizzazione devota piuttosto anonima, se non fosse per alcuni dettagli di ricerca prospettica come la rotazione del sepolcro in obliquo e la gamba protesa di san Girolamo, che sembra piegarsi su sé stesso sfondando lo spazio.

### La vecchiaia

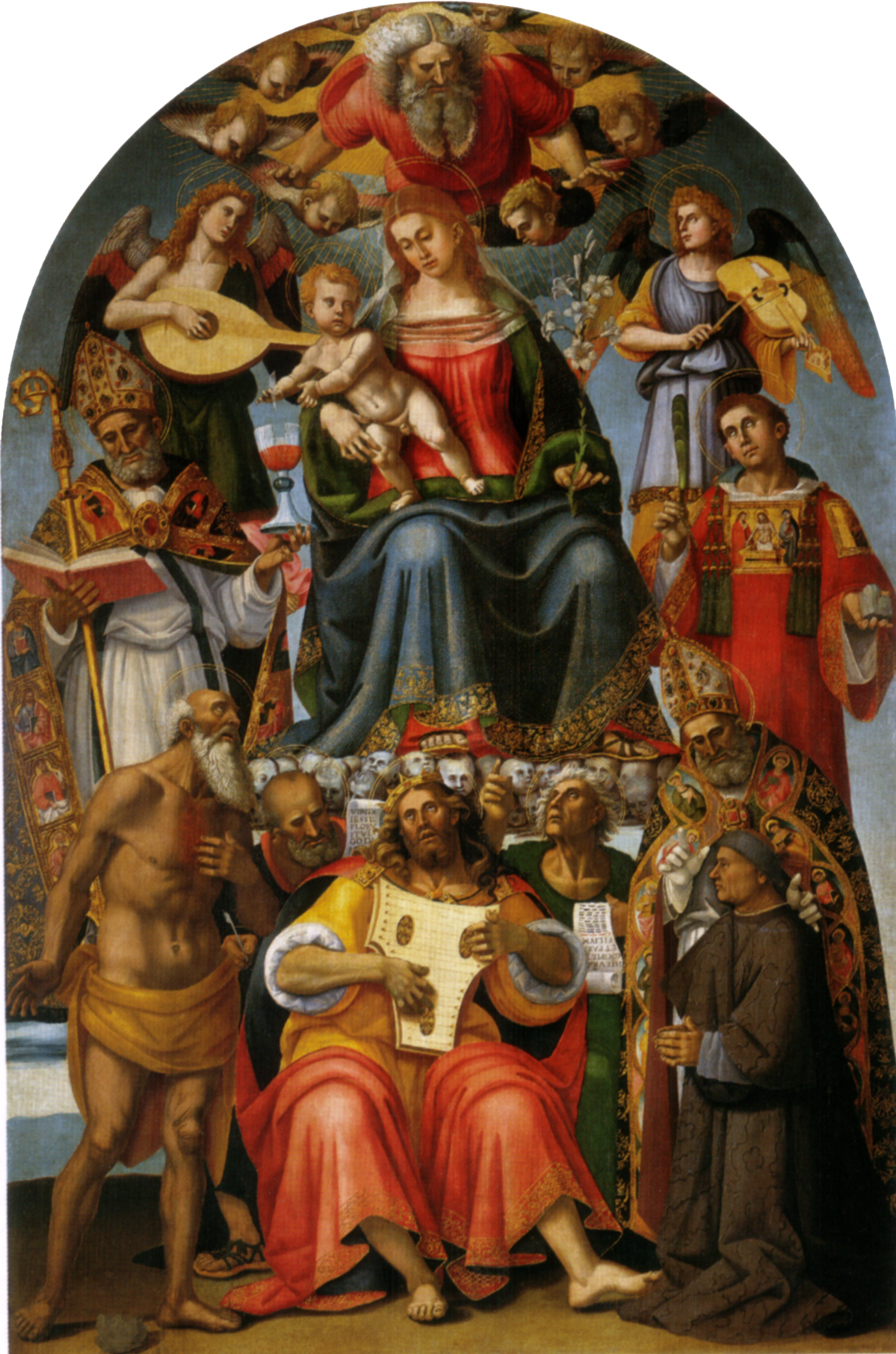
Madonna col Bambino e santi (1519-1523), Arezzo

L'ultima opera nota è una grande pala con la Madonna col Bambino e santi, commissionata dalla Confraternita di San Girolamo ad Arezzo nel 1519, che venne messa in opera quando l'artista era ormai settantenne, nel 1523. In quell'occasione l'artista soggiornò in casa dei suoi lontani parenti Vasari, dove conobbe quel Giorgio allora di otto anni, che molto tempo dopo ne scrisse la biografia. Il ritratto che l'aretino tracciò dell'anziano pittore è vivido e ricco di nostalgia:
(Giorgio Vasari, Le vite de' più eccellenti pittori, scultori e architettori (1568), Vita di Luca Signorelli da Cortona pittore)
Dopo la visita ad Arezzo Luca tornò a Cortona, dove morì poco dopo, cadendo da un ponteggio mentre attendeva ad alcuni lavori per il cardinale Silvio Passerini. Essendo membro della Confraternita dei Laudesi di San Francesco, fu probabilmente sepolto nella sede di quella confraternita presso la chiesa di San Francesco.
I critici si sono molto interrogati sull'identità dei suoi allievi, ma l'unico collaboratore certo fu il nipote Francesco Signorelli.

## Fortuna critica
Negli anni settanta del Quattrocento Giovanni Santi, il padre di Raffaello, scriveva una Cronaca rimata in cui elencava i più importanti pittori dell'epoca, non solo italiani. Tra i pionieri del Rinascimento (Masaccio, Domenico Veneziano e Filippo Lippi), il patriarca della pittura urbinate Piero della Francesca e le personalità più giovani (Leonardo, Perugino, Botticelli e Filippino Lippi), elencò anche Luca Signorelli, che era definito come "de ingegno er sprito pelegrino". L'ultimo aggettivo, "pellegrino" indicava in particolare, con una perspicacia che presuppone una conoscenza diretta, il suo carattere eccentrico, ingegnoso, artificioso, audace nelle invenzione.
Vasari nelle Vite compose un ritratto ben documentato e criticamente accurato, anche riguardo alla specificità artistica e alla formazione culturale di Signorelli. Lo definì infatti capace di "ingegno", di "invenzione bizzarra e capricciosa", di trovate, virtuosismi. Le tappe del suo sviluppo artistico, elencate con precisione, vennero verificate e consolidate nella critica successiva. Qualche enfatizzazione viene oggi giudicata eccessiva: una legata a divagazioni sentimentali di natura familiare, poiché lo storico aretino si diceva lontano parente, ricordandosi di averlo frequentato in Arezzo quando era bambino; l'altra, ben più rilevante e all'origine di tante storture e confronti imbarazzanti nella storiografia successiva, è relativa al collegamento con Michelangelo, di cui Signorelli sarebbe stato il precursore. La menzione, che significativamente compare solo nell'edizione del 1568, era dettata da varie ragioni ed ha finito per dare a Signorelli una statura che non era la sua, tutt'oggi difficile da riquantificare.
Durante il Romanticismo la sua figura raggiunse l'acme dell'esaltazione, ammirato dai poeti e imitato da puristi e preraffaelliti, subì poi un radicale ridimensionamento nella critica moderna, soprattutto dopo la mostra del 1953 e la monografia di Pietro Scarpellini del 1964. A pesare sono soprattutto gli sbalzi qualitativi e talvolta "limiti gravi di autenticità poetica", che malgrado tutto non sono mai stati ritenuti sufficienti per arrivare a negare il suo ruolo di protagonista o per lo meno di comprimario nella scena artistica del Quattrocento e, più in generale, dell'arte italiana.
L'apparente facilità con cui l'artista passò dai climi rarefatti e intellettuali di Urbino e Firenze a quelli tradizionalisti e devoti della provincia umbra o marchigiana, hanno dato infatti a più di uno storico l'impressione di una mancata partecipazione di Signorelli agli ideali e alle premesse teoriche che stavano alla base delle diverse produzioni artistiche: la sua personalità sembra onnivora, capace cioè di immagazzinare i più diversi spunti, inserendoli poi in un repertorio da usare a tempo e luogo debito. Martini (1953) scrisse che Signorelli soffriva di un'"insufficienza morale, irreparabile poiché di costituzione", che gli impediva di cogliere i sentimenti più autentici delle rappresentazioni, passando con disinvoltura e senza traumi apparenti dai temi filosofici e paganeggianti dei neoplatonici laurenziani alle esigenze devozionali della provincia umbra e marchigiana.
Sigmund Freud ha citato Luca Signorelli nel suo "Meccanismo psichico della dimenticanza" (1898) a proposito dei nomina propria. Lo psicologo viennese prende ad esempio il lavoro del maestro del duomo di Orvieto per illustrare i meccanismi attraverso i quali la nostra mente, pur ricordando perfettamente immagini e sensazioni di opere d'arte, dimentica provvisoriamente i nomi propri degli artisti che le hanno prodotte. Tale esperienza della rimozione fu messa confronto con il vivo ricordo dei reperti archeologici donati dal mercante e archeologo Riccardo Mancini, unitamente alle fotografie e cartoline che sono conservate al Freud Museum di Londra.

## Signorelli e Michelangelo

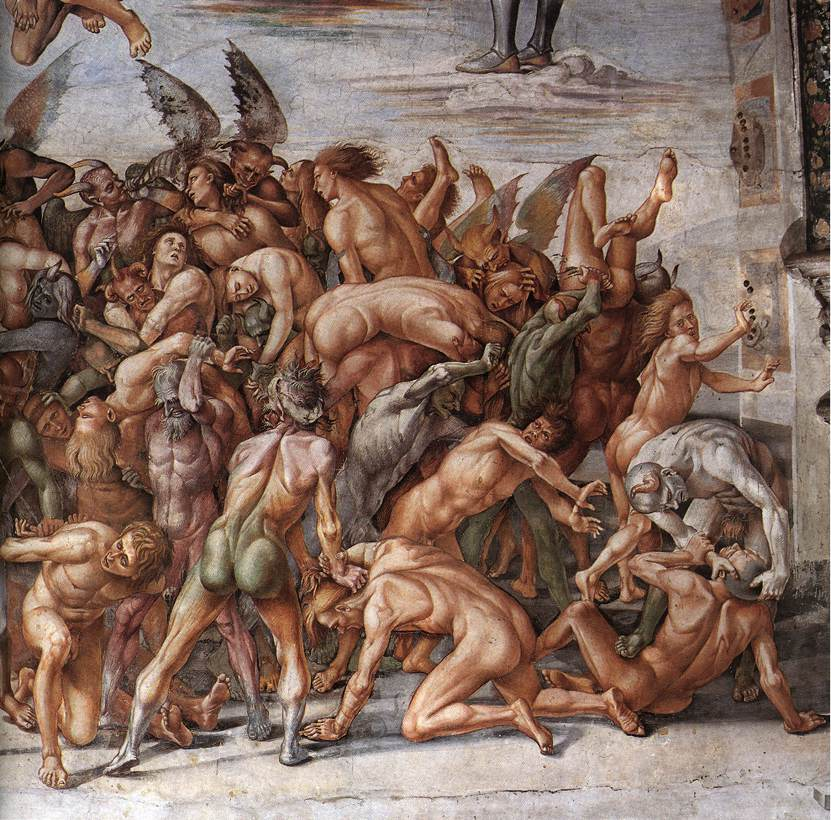
Luca Signorelli, Dannati (dettaglio), Cappella di San Brizio

Un filone della storiografia artistica, come si è detto dipendente dalla primitiva affermazione di Vasari nelle Vite, indica in Signorelli il precursore di Michelangelo. Si tratta di un'affermazione piuttosto ambigua che solo la critica moderna ha tentato, con notevoli difficoltà, di circoscrivere e ridimensionare. Vasari aggiunse questa sua teoria solo nella seconda edizione del 1568, basandosi molto probabilmente su ragioni di opportunità "politica" e di natura letteraria. Le prime riguardano essenzialmente le accuse che a quell'epoca, in piena Controriforma, riguardavano Michelangelo come autore trasgressivo e tendenzialmente "eretico", mettendo a rischio la sopravvivenza delle sue opere: riconducendo alcune di queste trasgressioni a un maestro per certi versi eccentrico, ma "ortodosso", potevano apparire attenuate. Le seconde ragioni riguardavano il disegno organizzativo dell'intera opera, con una volontà di creare una simmetria tra il grande Raffaello, che aveva avuto come precursore Perugino, e Michelangelo, che "doveva" avere un prologo in Signorelli.
Gli elementi di contatto esteriori tra i due artisti non mancano: in opere come l'affresco della Resurrezione della carne a Orvieto la massa di corpi ignudi che risorgono è un'esaltazione energetica che prelude ormai all'epica celebrazione della bellezza del corpo umano di Michelangelo. Entrambi gli artisti hanno infatti come nodo centrale della loro produzione il nudo, e inoltre hanno in comune il medesimo soggetto per il loro capolavoro, il Giudizio Universale della Sistina e quello della cappella di San Brizio.
Benché l'opera di Michelangelo resti spiritualmente superiore a quella di Signorelli, è comunque da sottolineare come si debba all'artista cortonese l'individuazione del potenziale del nudo, così come la mediazione tra una straordinaria fantasia compositiva e una singolare rilettura della tradizione. Elementi che uniti all'uso drammatico della luce, alla ricchezza cromatica dei panneggi e alla creazione di scorci naturali fortemente inusuali, ispirarono la futura generazione di artisti creando una visione del mondo che a tratti trascendeva il campo della pittura per farsi poesia.

## Opere
- Stendardo della Flagellazione, tempera su tavola, circa 1475, 84×60 cm (Pinacoteca di Brera, Milano):
  - Flagellazione (fronte)
  - Madonna del Latte in gloria (retro)
- Ciclo di affreschi della Sagrestia di San Giovanni (o Sagrestia della Cura), circa 1477–1480 (Basilica della Santa Casa, Loreto):
  - Coppia di Apostoli, 238×200 cm
  - Incredulità di San Tommaso, 238×200 cm
  - Coppia di Apostoli, 238×200 cm
  - Conversione di San Paolo, 238×200 cm
  - Coppia di Apostoli, 238×200 cm
  - Coppia di Apostoli, 238×200 cm
  - Coppia di Apostoli, 238×200 cm
  - Volta della Sagrestia di San Giovanni
- Disputa sul corpo di Mosè, affresco, circa 1481–1482 (Cappella Sistina: l'opera di Signorelli era già disastrata nel XVI secolo e venne completamente ridipinta nel 1574 da Matteo da Lecce)
- Testamento e morte di Mosè (realizzato assieme a Bartolomeo della Gatta), affresco, circa 1481–1482, 350×572 cm (Cappella Sistina, Città del Vaticano)
- Pala di Sant'Onofrio, olio e tempera su tavola, 1484, 221×189 cm (Museo dell'Opera del Duomo, Perugia)
- Natività del Battista, olio su tavola, circa 1485–1490, 31×70 cm (Museo del Louvre, Parigi)
- Pala Bichi, olio su tavola, circa 1489–1490 (smembrata in varie sedi):
  - Santi Caterina da Siena, Maria Maddalena e Girolamo, 146.5×75.5 cm (Gemäldegalerie, Berlino)
  - Santi Agostino, Caterina d'Alessandria e Antonio da Padova, 146.5×75.5 cm (Gemäldegalerie, Berlino)
  - Figure in un paesaggio: due nudi maschili, 67.9×41.9 cm (Museo d'Arte, Toledo, USA)
  - Figure in un paesaggio: uomo, donna e bambino, 67.9×41.9 cm (Museo d'Arte, Toledo, USA)
  - Cristo nella casa di Simone il Fariseo, parte sinistra della predella, 26×90 cm (Galleria Nazionale, Dublino)
  - Compianto sul Cristo morto, parte centrale della predella, 30×120 cm (Pollok House, Glasgow)
  - Martirio di Santa Caterina d'Alessandria, parte destra della predella, 29×92 cm (Clark Art Institute, Williamstown, USA)
- Educazione di Pan, tempera su tavola, circa 1490, 194×254 cm (Opera perduta. Fu uno dei 417 dipinti andati irreparabilmente distrutti nell'incendio della Flakturm Friedrichshain, scoppiato durante la Seconda Guerra Mondiale (Esistono una fotografia in bianco e nero dell’opera, una copia coll.priv. et un disegno di Olivier Maceratesi[29])
- Madonna col Bambino tra ignudi, tempera su tavola, circa 1490, 170×117,5 cm (Galleria degli Uffizi, Firenze)
- Sacra Famiglia di Parte Guelfa, tempera su tavola, circa 1490, 124 cm di diametro (Galleria degli Uffizi, Firenze)
- Circoncisione, olio su tavola, circa 1490–1491, 259×180 cm (National Gallery, Londra)
- Sposalizio della Vergine, olio su tavola, circa 1490–1491, 21.6×48 cm (National Gallery of Art, Washington D.C., USA)
- Sacra Famiglia con una santa, tempera su tavola, circa 1490–1495, 89 cm di diametro (Galleria Palatina di Palazzo Pitti, Firenze)
- Annunciazione, tempera su tavola, circa 1491, 282×205 cm (Pinacoteca e Museo Civico, Volterra)
- Vergine in trono e santi, tempera su tavola, 1491, 302×233 cm (Pinacoteca e Museo Civico, Volterra)
- Ritratto d'uomo, tempera su tavola, 1492, 50×32 cm (Gemäldegalerie, Berlino)
- Madonna col Bambino tra i santi Girolamo e Bernardo, tempera su tavola, circa 1492–1493, 112 cm di diametro (Palazzo Corsini al Parione, Firenze)
- Testa di un ragazzo, tempera su tavola, circa 1492–1493, 26×20.5 cm (Philadelphia Museum of Art, Filadelfia, USA)
- Madonna col Bambino, tempera su tavola, circa 1492–1498, 87 cm di diametro (Alte Pinakothek, Monaco di Baviera)
- Ritratto di Vitellozzo Vitelli, tempera su tavola, circa 1492–1498, 42×33 cm (Villa I Tatti, Firenze)
- Ritratto di Niccolò Vitelli, tempera su tavola, circa 1492–1498, 42×33 cm (Barber Institute of Fine Arts, Birmingham, Regno Unito)
- Tondo Baduel (copia autografa della Madonna col Bambino tra santi), tempera su tavola, circa 1492–1500, 155 cm di diametro (Museo Bandini, Fiesole)
- Assunzione della Vergine con i santi Michele e Benedetto, olio su tavola, circa 1493–1496, 170,8×131,4 cm (Metropolitan Museum of Art, New York, USA)
- Gonfalone dello Spirito Santo, tempera su tela, circa 1494, 156×104 cm (Galleria Nazionale delle Marche, Urbino)
  - Crocifissione (fronte)
  - Discesa dello Spirito Santo (retro)
- San Giorgio e il Drago, olio su tavola, circa 1495–1500, 55×77.5 cm (Rijksmuseum, Amsterdam)
- Madonna della Misericordia con San Sebastiano e San Bernardino da Siena, tempera su tavola, circa 1495–1505 (Museo Diocesano d'Arte Sacra, Pienza)
- Adorazione dei Magi, olio su tavola (trasferito su tela), circa 1495, 331×245 cm (Museo del Louvre, Parigi)
- Adorazione dei Pastori, olio su tavola, circa 1496, 215×170 cm (National Gallery, Londra)
- Storie di san Benedetto di Monte Oliveto Maggiore, ciclo di affreschi, circa 1497–1498 (Abbazia di Monte Oliveto Maggiore, Chiusure, Asciano):
  - Dio punisce Florenzo che si era rallegrato che Benedetto avesse lasciato Subiaco
  - Benedetto evangelizza gli abitanti di Montecassino
  - Benedetto esorcizza il Diavolo
  - Benedetto resuscita un monaco ucciso dal crollo di un muro
  - Benedetto rimprovera due monaci che avevano violato la Regola mangiando in una locanda
  - Benedetto rimprovera il fratello del monaco Valeriano per aver violato il digiuno
  - Benedetto scopre l'inganno di re Totila
  - Benedetto incontra re Totila e gli dà il benvenuto
  - Benedetto resuscita un fanciullo (in gran parte perduto)
- Martirio di San Sebastiano, tempera su tavola, circa 1498, 288×175 cm (Pinacoteca Comunale, Città di Castello)
- Ciclo di affreschi della Cappella di San Brizio, circa 1499–1502 (Duomo di Orvieto):
  - Predica e punizione dell'Anticristo
  - Apocalisse
  - Resurrezione della carne
  - Salita al Paradiso e chiamata all'Inferno
  - Dannati all'Inferno
  - Eletti in Paradiso
  - Cappellina dei Corpi Santi con Compianto di Cristo morto
  - Vele delle volte della Cappella di San Brizio (tutte, tranne il Cristo giudice tra angeli e i Sedici profeti, realizzate dal Beato Angelico)
- Allegoria della Fecondità e dell'Abbondanza, tempera su tavola, circa 1500, 58×105,5 cm (Galleria degli Uffizi, Firenze)
- Autoritratto con Niccolò d'Angeli Franceschi, affresco, circa 1500–1503 (Museo dell'Opera del Duomo, Orvieto)
- Compianto sul Cristo morto, tempera su tavola, circa 1502, 270×240 cm (Museo Diocesano, Cortona)
- Crocifisso con la Maddalena, tempera su tavola, circa 1502–1505, 247×165 cm (Galleria degli Uffizi, Firenze)
- Stendardo della Crocifissione, tempera su tela, circa 1502–1505, 212×157 cm (Chiesa di Sant'Antonio Abate, Sansepolcro)
  - Crocifissione (fronte)
  - Santi Antonio ed Eligio con i confratelli inginocchiati (retro)
- Crocifissione, tempera e olio su tavola, circa 1504–1505, 72.5×101.3 cm (National Gallery of Art, Washington D.C., USA)
- Flagellazione, tempera su tavola, circa 1505, 42×34 cm (Ca' d'Oro, Venezia)
- Madonna col Bambino, tempera su tavola, circa 1507, 51×48 cm (Metropolitan Museum of Art, New York, USA)
- Polittico di Arcevia, tempera su tavola, circa 1507, 393×315 cm (Collegiata di San Medardo, Arcevia)
- Incoronazione della Vergine, olio su tavola, 1508, 127×223 cm (San Diego Museum of Art, San Diego, USA)
- Ciclo di Affreschi per Pandolfo Petrucci. (Opere perdute o incerte) a Siena per il salone del Palazzo del Magnifico :
  - opere trasferite alla National Gallery di Londra :
    - Amore sconfitto con trionfo di Castità nella National Gallery di Londra (1509)
    - Coriolano persuaso a risparmiare Roma dalla sua famiglia, affresco, circa 1509, 125.7×125.7 cm (National Gallery, Londra)
    - Trionfo della Castità e Amore sconfitto, affresco, circa 1509, 125×133.4 cm (National Gallery, Londra)

  - opere perdute o incerte :
    - La Calunnia di Apelle, opera perduta.
    - Pan, Faunus e Satiri (Il Banchetto di Pan). (opera perduta / Una ricostruzione è stata realizzata da Olivier Maceratesi[29] su disegno di Luca Signorelli en 2021)

- Madonna col Bambino, la Trinità, sant'Agostino e sant'Atanasio d'Alessandria, tempera su tavola, circa 1510, 272×180 cm (Galleria degli Uffizi, Firenze)
- Comunione degli Apostoli, olio su tavola, circa 1512, 232×220 cm (Museo Diocesano, Cortona)
- Santa Caterina d'Alessandria (era parte di una predella), tempera su tavola, circa 1512, 31×43 cm (Museo Horne, Firenze)
- Sacra Famiglia con i santi Zaccaria, Elisabetta e Giovanni Battista, olio su tavola, circa 1512, 70 cm di diametro (Gemäldegalerie, Berlino)
- Pala della Deposizione circa 1516 (Chiesa e Museo di Santa Croce, Umbertide)
- Compianto sul Cristo morto tra angeli e santi, tempera su tavola, circa 1516 (Museo Diocesano, Cortona)
- Pala di Santa Cecilia, 1516 (Pinacoteca comunale di Città di Castello)
- Incoronazione della Vergine con angeli e santi (realizzata con aiuti), circa 1523 (Collegiata dei Santi Martino e Leonardo, Foiano della Chiana)
- Madonna col Bambino e santi (è l'ultima opera di Luca Signorelli), tempera su tavola, circa 1519–1523, 357×248 cm (Museo Statale d'Arte Medievale e Moderna, Arezzo)